# باي دي هني
باي دي هني هي مدينة من مدن هايتي. يبلغ عدد سكانها 17,277 نسمة وذلك حسب إحصائيات سنة 2003. يبلغ ارتفاع المدينة عن سطح البحر قرابة 97 متر.